# Doğangün, Muradiye
Doğangün là một xã thuộc thành phố Muradiye, tỉnh Van, Thổ Nhĩ Kỳ. Dân số thời điểm năm 2011 là 918 người.